# Dorukhan Toköz
Dorukhan Toköz (* 21. Mai 1996 in Eskişehir) ist ein türkischer Fußballspieler.

## Karriere

### Verein
Toköz begann mit dem Vereinsfußball 2008 in der Jugendabteilung von Eskişehirspor, dem Verein seiner Heimatstadt Eskişehir. Zur Rückrunde der Saison 2015/16 erhielt er bei diesem Klub zwar einen Profivertrag, spielte aber weiterhin für die Reservemannschaft des Vereins und wurde vom Cheftrainer Samet Aybaba auch am Training der Profis beteiligt. Im Pokalspiel vom 15. Dezember 2015 gegen Boluspor debütierte er schließlich im Profibereich. Fünf Tage später gab Toköz auch sein Erstligadebüt.
Im Sommer 2018 wurde er vom Erstligisten Beşiktaş Istanbul verpflichtet. Nach 58 Einsätzen mit drei erzielten Toren wechselte er im Sommer 2021 zu Trabzonspor. Während seiner Zeit bei Trabzonspor absolvierte Toköz insgesamt 35 Ligaspiele und erzielte 2 Tore. Mit Trabzonspor gewann er 2021/22 die türkische Meisterschaft sowie 2022 den türkischen Supercup. Seine Zeit in Trabzon war von Verletzungen geprägt; der Vertrag wurde im Juni 2023 aufgelöst.
Im Juli 2023 schloss Toköz sich Adana Demirspor an und spielte dort in der Saison 2023/24 in 20 Süper-Lig-Spielen – einen Torerfolg verzeichnete er nicht.
Ab August 2024 folgte der Wechsel zu Eyüpspor in die TFF 1. Lig. Am 8. August 2025 bestätigte Kayserispor die Verpflichtung von Dorukhan Toköz. Der 29-jährige Mittelfeldspieler unterschrieb einen Vertrag bis zum 30. Juni 2027.

### Nationalmannschaft
Toköz startete seine Nationalmannschaftskarriere 2017 mit einem Einsatz für die türkische U-21-Nationalmannschaft.
Im März 2019 wurde Toköz erstmals in den Kader der türkischen A-Nationalmannschaft berufen. Am 22. März 2019 gab er sein Debüt für die Türkei.
Im Jahr 2021 wurde er in den türkischen Kader für die Fußball-Europameisterschaft 2021 berufen.